# Zamość (powiat nakielski)
Zamość – wieś w Polsce położona w województwie kujawsko-pomorskim, w powiecie nakielskim, w gminie Szubin, przy trasie linii kolejowej nr 356 Bydgoszcz–Szubin–Żnin (stacja kolejowa Rynarzewo).

## Podział administracyjny
| SIMC    | Nazwa     | Rodzaj     |
| ------- | --------- | ---------- |
| 0989880 | Bielawy   | przysiółek |
| 0989904 | Nadkanale | przysiółek |
| 0989896 | Podlaski  | przysiółek |
| 0989910 | Trzciniec | przysiółek |

W latach 1975–1998 miejscowość należała administracyjnie do ówczesnego województwa bydgoskiego.

## Sport
W Zamościu istnieje Ludowy Zespół Sportowy Iskra Zamość-Rynarzewo (zał. 1969 r., od sezonu 2002/2003: klasa B, grupa: Bydgoszcz III) – drużyna seniorów, oraz Szkolny Uczniowski Klub Sportowy Iskra Zamość – zrzeszający młodzież i dzieci z Zamościa zainteresowane piłką nożną.

## Grupy wyznaniowe
W 2004 we wsi erygowano parafię pod wezwaniem św. Ojca Pio.